# ヴァアイガ・ツイガマラ
ヴァアイガ・レアルガ・"インガ"・ツイガマラ MNZM（Va'aiga Lealuga 'Inga' Tuigamala、1969年9月4日- 2022年2月24日）は、サモア、ファレアシウ生まれの元ラグビーユニオン、ラグビーリーグ選手である。国際舞台では、まずラグビーユニオンのニュージーランド代表（19キャップ）としてプレーし、後にラグビーリーグ（2キャップ）とラグビーユニオン（23キャップ）の両方でサモア代表としてプレーした。ラグビーリーグ・ワールドカップには1回、ラグビーユニオン・ワールドカップには2回出場した。
ツイガマラは地域クラブのオークランドでプレーした。その後イングランドのラグビーリーグクラブとユニオンクラブでプレーし、ウィガン、ロンドン・ワスプス、ニューカッスル・ファルコンズで優勝を果たした。
センターまたはウイングとして、ツイガマラは力強い走者として知られ、ラグビーユニオンにおける典型的なウイングよりも身体的にかなり大きかった。ラグビーリーグでは1990年代のウィガンの黄金期の中核として数々のタイトルを手にした。